# Liogluta alpestris
Liogluta alpestris – gatunek chrząszcza z rodziny kusakowatych i podrodziny rydzenic. Zamieszkuje Europę i Syberię.

## Taksonomia
Gatunek ten opisany został po raz pierwszy w 1839 roku przez Oswalda Heera pod nazwą Homalota alpestris.

## Morfologia
Chrząszcz o wydłużonym ciele długości od 3,5 do 4 mm, tężej zbudowanym niż u L. microptera. Wierzch ciała jest błyszczący, niezbyt gęsto punktowany, porośnięty rozproszonymi, dość długimi, nieco podniesionymi włoskami. Głowa, czułki i przedplecze są smoliście czarne. Głowa jest zaokrąglona, o niepełnym obrzeżeniu skroni, nieco od skroni krótszych oczach i smukłych, niemal niepogrubionych ku szczytowi czułkach z członem przedostatnim bardzo słabo poprzecznym. Przedplecze jest nieco szersze od głowy, lekko poprzeczne, bardzo silnie lśniące, punktowane bardzo drobno, a szagrynowane śladowo. Pokrywy są żółtobrązowe do brązowych, mierzone wzdłuż szwu wyraźnie krótsze niż przedplecze. Kolor odnóży jest żółtobrązowy. U tylnej pary stóp człon pierwszy nie jest dłuższy od drugiego. Odwłok jest czarniawobrązowy. Tylko trzy początkowe tergity mają u podstawy wyraźne wgłębienia poprzeczne. U samca szósty tergit ma niezmodyfikowane punktowanie i drobniej lub grubiej powcinaną, w zarysie prostą i tworzącą niemal kąty z brzegami bocznymi tylną krawędź. U samicy szósty sternit ma krawędź tylną równomiernie zaokrągloną.

## Ekologia i występowanie
Owad rozmieszczony od nizin po góry. Bytuje w wilgotnej ściółce, pod opadłymi liśćmi, wśród mchów, w butwiejącym drewnie, przy wyciekającym ze zranionych dębów soku i pod napływkami.
Gatunek palearktyczny. W Europie znany jest z Irlandii, Wielkiej Brytanii, Francji, Belgii, Luksemburga, Holandii, Niemiec, Szwajcarii, Austrii, Włoch, Danii, Szwecji, Norwegii, Finlandii, Polski, Węgier, Grecji i europejskiej części Rosji. W Azji podawany jest z syberyjskiej części Rosji, na wschód po Ałtaj. Na „Czerwonej liście gatunków zagrożonych Republiki Czeskiej” umieszczony jest jako gatunek bliski zagrożenia wymarciem (NT).